# Venus București
El Venus București es un club de fútbol de la ciudad de Bucarest en Rumania, apodado Negrii (Los Negros), debido al color de sus camisetas. Antes de ser disuelto por las autoridades comunistas en 1949, Venus fue el club de fútbol más exitoso en el periodo de entreguerras en el país, ganando ocho campeonatos de la Liga Rumana. El equipo fue reabierto en 2014 y actualmente compite en la liga V rumana.

## Historia
El club se fundó en 1914 en el antiguo barrio de Venus de la capital Bucarest. El equipo disputaba sus juegos en el Stadionul Venus inaugurado en 1931 y con capacidad para 15.000 espectadores, el recinto se convirtió en el primer estadio de Rumanía en acoger un partido con luz artificial en 1935.
El club ganó 8 títulos nacionales en 1920, 1921, 1929, 1932, 1934, 1937, 1939 y finalmente en 1940. A pesar de sus numerosos éxitos en la liga, el club nunca fue capaz de ganar la copa nacional, en la que solo llegó a disputar la final de la temporada 1939-40, cayendo derrotado ante su rival ciudadano el Rapid București. 
El club también participó en tres ediciones de la Copa Mitropa en 1937, 1939 y 1940.
En 1948, debido a las normas del régimen comunista que declarado que todas las asociaciones deportivas tuvieron que unirse a un sindicato o una institución gubernamental, el equipo se vio obligado a fusionarse con "UCB" ("Uzinele Comunale Bucureşti" - Administración de los Sistemas de Alcantarillado). En febrero de 1949 la División C, la liga en que militaba el club es disuelta y el equipo declarado en receso y desaparecido del mapa del fútbol rumano durante décadas.
En 2014 el equipo fue refundado e inscripto a la liga IV, cuarto nivel del fútbol rumano, terminando en la 7ª posición en la Seria II. Actualmente compite en la liga V.

## Estadio
Comenzó a ejercer de local en el Stadionul Romcomit (Construido en 1923, demolido en 1934) con capacidad para 15.000 personas, sin embargo no tenía iluminación para disputar partidos en la noche. Cinco años más tarde se marchó al Stadionul Venus (construido en 1931) con capacidad de también 15.000 personas, hasta 1949 cuando el club fue disuelto. Dicho estadio fue demolido en 1953. Tras la reapertura del club en 2014, ejerce de local en Biruinta, con capacidad de 200 personas.

## Palmarés
Liga I:
- Campeón (8): 1919–20, 1920–21, 1928–29, 1931–32, 1933–34, 1936–37, 1938–39, 1939–40

Copa de Rumania:
- Campeón (0):
- Subcampeón (1): 1939–40

## Entrenador destacado
- Franz Platko